# Охел
Охел (от англ. Oh Hell, букв. 'О, Ад' или 'По дяволите') е индивидуална игра с карти, в която целта е да се направят точно толкова взятки (ръце), колкото са обявени преди всяко разиграване. По този начин тя се отличава от бриджа и спейдс, в които правенето на повече взятки от обявеното не се брои като загуба. Използва се стандартно тесте с 52 карти, както и козов цвят.
Специфичното при охела е, че броят на обявените предварително взятки по правило не може да съвпада с броя взятки, които ще бъдат направени от всички играчи. Например, в шестия кръг общите взятки ще бъдат шест. Ако играят трима играчи и първите двама са обявили 2 и 3 взятки, съответно, последният играч няма право да обяви 1 взятка. Целта е поне един участник да не си направи ръцете със сигурност.
Охелът е измислен в началото на 30-те години на 20 век, а авторството му понякога се приписва на Джефри Мот-Смит. В англосферата играта е наричана още Up the River ('Нагоре по реката'), Hell Yeah! ('Да, по дяволите!'), Stinky Fingers ('Миризливи пръсти'), Get Fred ('Вземи Фред'), Gary's Game ('Играта на Гари'), Diminishing Bridge ('Умален бридж'), Shit On Your Neighbor ('Прецакай съседа'), Nah Pearse ('На̀ Пиърс'), German Bridge ('Немски бридж') – в Хонконг, както и много други вариации с употребата на псувни и евфемизми. В нея се картите раздават в тази последователност: 1, 2, 3, 4...., 13, 13, 13, 13, 12, 11, 10....., 3, 2, 1